# 4405-ös busz
A 4405-ös jelzésű autóbuszvonal Debrecen és környéke egyik regionális autóbusz-járata, melyet a Volánbusz Zrt. lát el a város és Hajdúsámson között.

## Közlekedése
A járat Hajdú-Bihar vármegye és a Debreceni járás székhelye, Debrecen helyközi autóbusz-állomását köti össze a várostól északkeletre található Hajdúsámsonnal, útvonala nagy részét a 471-es főúton teszi meg. Ugyan van vasúti összeköttetés is, de a kétóránkénti személyvonat nem elégíti ki a tulajdonképpeni agglomeráció utazási igényeit. Egyes indításai Sámsonkertbe is betérnek, vagy feltárják Hajdúsámson belterületét. Napi fordulószáma magasnak mondható.

## Megállóhelyei
| 0  | Debrecen, autóbusz-állomás végállomás    | 24 | 5, 5A 10, 10A, 10Y, 46, 46H, 46E, 146 1301, 1343, 1344, 1372, 1373, 1374, 1432, 1440, 1441, 1443, 1444, 1446, 1447, 1449, 1450, 1501, 4225, 4304, 4323, 4324, 4400, 4401, 4402, 4403, 4406, 4407, 4408, 4410, 4412, 4413, 4414, 4416, 4420, 4421, 4422, 4423, 4430, 4431, 4432, 4434, 4438, 4440, 4445, 4446, 4450, 4451, 4452, 4453, 4459, 4460, 4461, 4463, 4464, 4466, 4475, 4477, 4502, 4506, 4512, 4521 |
| 1  | Debrecen, vasútállomás                   | 23 | 1, 2 10, 10A, 10Y, 16, 18, 18Y, 21, 30, 30A, 30I, 30N, 37, 39, 42, 42A, 43, 44, 46, 46H, 46E, 47, 47Y, 48, 146, Airport1 1374, 1432, 1440, 1441, 1449, 1501, 4225, 4304, 4323, 4324, 4400, 4401, 4402, 4403, 4406, 4407, 4408, 4410, 4412, 1143, 4414, 4416, 4420, 4421, 4422, 4423, 4430, 4431, 4432, 4434, 4438, 4502, 4512 S506 sebesvonat, gyorsvonat, IC, EC, expresszvonat                             |
| 2  | Debrecen, Árpád tér                      | 22 | 3, 3A, 5, 5A 11, 11G, 16, 22, 22Y, 24, 24Y, C1 1449, 4225, 4304, 4324, 4400, 4401, 4402, 4403, 4405, 4406, 4407, 4408 |
| 3  | Debrecen, Benedek Elek tér               | ∫  | 4225, 4304, 4400, 4401, 4402, 4406, 4407, 4408 |
| ∫  | Debrecen, Faraktár utca                  | 21 | 5, 5A 16, 21, 37, 43, A1 4225, 4304, 4400, 4401, 4402, 4406, 4407, 4408, 4410, 4412, 4413, 4414, 4416, 4502 |
| 4  | Debrecen, Kassai utca (Árpád tér)        | 20 | 3, 3A, 5, 5A 11, 11G, 16, 22, 22Y, 24, 24Y, C1 1449, 4225, 4304, 4323, 4324, 4400, 4401, 4402, 4403, 4406, 4407, 4408 |
| 5  | Debrecen, Sámsoni út                     | 19 | 11, 11G, 19, 23, 23Y, 25Y, C1 4406, 4407 |
| 6  | Hőforrás 3. sz. kapu                     | 18 | 4406, 4407 |
| 7  | Debrecen, Gáspár György-kert             | 17 | 4406, 4407 |
| 8  | Debrecen, Útőrház utca                   | 16 | 4406, 4407 |
| 9  | Vaskapu                                  | 15 | 4406, 4407 |
| 10 | Szikigyakor                              | 14 | 4406, 4407 |
| 11 | Sámsonkert, bejárati út                  | 13 | 4406, 4407 |
| 12 | Kiscsere                                 | 12 | 4406, 4407 |
| 13 | Sámsonkert, Fő utca                      | 11 | |
| 14 | Sámsonkert, forduló                      | 10 | |
| 15 | Sámsonkert, Szűcs utca                   | 9  | |
| 16 | Hajdúsámson, temető                      | 8  | |
| 17 | Hajdúsámson, Petőfi utca                 | 7  | 4406, 4407 |
| 18 | Hajdúsámson, városháza                   | 6  | 4323, 4324, 4403, 4406, 4407, 4408, 4409 |
| 19 | Hajdúsámson, Árpád út 26.                | 5  | 4406, 4407, 4408, 4409 |
| 20 | Hajdúsámson, vasúti átjáró               | 4  | 4403, 4406, 4407, 4408, 4409 |
| 21 | Hajdúsámson, Csokonai utca 11.           | 3  | 4408 |
| 22 | Hajdúsámson, Csokonai utca 43.           | 2  | 4408 |
| 23 | Hajdúsámson, Csokonai utca forduló       | 1  | 4408 |
| 24 | Hajdúsámson, autóbusz-forduló végállomás | 0  | 4406, 4408, 4409 |